# 飛行教導群
飛行教導群（ひこうきょうどうぐん、英称：Tactical Fighter Training Group）とは航空自衛隊における仮想敵機部隊（いわゆるアグレッサー部隊）のことである。
要撃機パイロットの技量向上などを目的とし、航空自衛隊の戦闘機パイロットの中でも特に傑出した戦闘技量を持つパイロットが配属されている。主に各戦闘機部隊について巡回指導を行っている。

## 概要
要撃機パイロット・要撃管制官の技量向上などを目的として、1981年（昭和56年）8月1日に築城基地の第8航空団隷下に飛行教導隊準備隊と準備室が設置された。当初の使用機種は冷戦時の東側諸国の代表的戦闘機であるMiG-21に比較的飛行特性が似ていて、シルエットも小さく、複座で目視による索敵や新人パイロットの訓練飛行に適したT-2が選ばれた。築城基地が選ばれた理由として、当時同基地に所属する第6飛行隊には、同じ機体T-2がベースになっているF-1が配備されており、運用面の負担軽減が考慮されたと言われている。12月17日、築城基地にて飛行教導群としてT-2×5機とT-33×2機により編成された。
その後、訓練空域に近く天候も安定している点から、1983年（昭和58年）3月16日に宮崎県の新田原基地に移動する。編成から5年が経過しシラバスが確立したことから安定した運用がされていたが、1980年代後半には飛行教導隊所属のT-2高等練習機が機動中に空中分解するなどの重大事故が頻発した。そのため、格闘戦能力に圧倒的に優れるF-15Jを相手にしての訓練は勝ち目が無いと飛行教導群へのF-15Jの導入は見送られていたが、航空幕僚監部は1989年以降使用機種をF-15J/DJに更新することを決定し、1988年（昭和63年）9月から準備が始まった。事故の影響もあり、F-15Jの配備準備は「異常な速さ」で進み、1990年（平成2年）4月3日に最初のF-15DJ 2機を受領した。同年12月17日までにF-15DJに機種更新し、アグレッサー機にF-15を採用した世界初の部隊となった。安全上の監視態勢の観点や後席に訓練生を搭乗させることから複座型のF-15DJが配備されていたが、2000年（平成12年）以降は単座型のF-15Jも少数機配備されている。
2014年（平成26年）8月1日、航空自衛隊の教導部隊等を一括指揮する「航空戦術教導団」の新編に伴い、隊編成から群編成となり、「飛行教導群」に改編。飛行隊と整備隊の2個隊を改・新編し隷下部隊とした。
2016年（平成28年）6月10日、長年ホームベースとしていた新田原を離れ、能登半島沖のG訓練空域に面した小松基地に移駐した。

## 塗装
編成当初は通常のT-2と同じ塗装だったが、1984年に企画班と安全班を設置し、塗装の研究が行われた。視認性を低く抑え、またソ連の戦闘機の塗装や機番の表記特徴（黒や黄色によるトリミングや2桁の機体番号、キャノピーに似せた塗装）を模した塗装になっていた。F-15に機種更新してからは、一転して空中での識別を容易にし「見えなかった」という言い訳が通用しないようにするため、また仮想敵の役割（戦闘機か戦闘爆撃機か）によって、様々な塗装を施している。塗装案は部隊内で募集され、機体定期修理がある54ヵ月ごとに塗りなおされる。パターンや色調で「くろ」「みどり」などの愛称が付けられており、愛称も部隊で定めていたが、その後はファンが独自に呼んでいる。

## 編成
編成以降、パイロットや要撃管制官の入隊や各飛行隊の築城基地への展開時の訓練、年1回各基地に展開しての巡回教導訓練、戦技競技会への参加を通して、各部隊への訓練を行っている。
飛行教導群に配属されるのは、操縦技量が高いことは最大の前提条件であるが、原則として希望して配属される部隊ではなく、教導群の隊員が認めたパイロットのみ、一本釣りのような形で打診があると言われている。配属後は、飛行教導群としての訓練を重ねることになるが、操縦技量のさらなる向上だけでなく、格闘戦の組み立て方や、指導する相手側（一般部隊）へのコーチング能力の向上が重視され、非常に理路整然と両者の操縦を判断できる能力を要求されるため、配属間もないパイロットにとっては、非常に大きな壁を感じることもあると言われている。
また、要撃管制班は、武器（バトラー）使用などについて、アグレッサーに指示を行う地上要員であり、パイロットと並んで重要な役割を担う。要撃管制班は各航空方面隊駐屯基地などに編成されている。警戒群の要撃管制官の教導にも携わる。

## シンボルマーク
部隊マークのコブラは、「高い知能を持ち、一撃必殺の毒で敵を仕留め、背後の敵機の警戒も万全である」という意味がこめられている。1980年代後半には、コブラに赤い箇所を足して「赤い星」に似せるように工夫されていた。また、パイロットが身に着けているフライトスーツ右胸のドクロのパッチは、「空中戦に降伏は無く、撃墜されたら骨となる運命」との戒めである。

## 沿革
- 1981年（昭和56年）12月17日 - 築城基地にて、T-2高等練習機後期型を装備する「飛行教導隊」編成[1][2]。
- 1983年（昭和58年）3月16日 - 新田原基地へ移動[1][2]。
- 1988年（昭和60年）1月 - 教導隊と整備隊に総括班を設置[1]。
- 1990年（平成02年）12月17日 - F-15DJに機種更新[2]。
- 1991年（平成03年）3月 - 春日基地に教導隊春日狙撃班を設置[1]。
- 2010年（平成22年） - 宮崎県の口蹄疫に対する災害派遣で、車両の消毒や資材の搬出入などを実施[1]。
- 2011年（平成23年）
  - 1月 - 鳥インフルエンザの発生に対する災害派遣で、鶏の殺処分や埋却、鶏舎の消毒などを実施[1]。
  - 3月-4月 - 百里基地で巡回教導訓練中に東日本大震災が発生。直ちに訓練を中止して新田原基地に帰還し、43名の隊員が松島基地に派遣されて復旧支援活動を実施[1]。
- 2014年（平成26年）8月1日 - 航空総隊直轄の飛行教導隊から同日付で新編された航空戦術教導団隷下の「飛行教導群」に改編[4]。
- 2016年（平成28年）6月10日 - 新田原基地から小松基地に移動[1]。

## 部隊編成
特別事項ないものは小松基地駐在
- 群本部
- 教導隊
  - 総括班
  - 飛行班
  - 要撃管制班（入間、春日）
- 整備隊
  - 総括班
  - 整備小隊

航空機整備等については第6航空団整備補給群が担当。（新田原駐屯時代は第5航空団整備補給群が担当）

## 歴代運用機
- T-2（1981年～1990年）
- F-15J/DJ（1990年～）
- 連絡機
  - T-33A（1981年～1992年）
  - T-4（1992年～）

## 主要幹部
| 官職名                        | 階級    | 氏名     | 補職発令日    | 前職                                                   |
| ----------------------------- | ------- | -------- | ------------- | ------------------------------------------------------ |
| 航空戦術教導団 飛行教導群司令 | 1等空佐 | 小城毅泰 | 2022年3月14日 | 航空幕僚監部運用支援・情報部 運用支援課部隊訓練第1班長 |

| 代 | 氏名       | 在職期間                        | 前職                                            | 後職                            |
| -- | ---------- | ------------------------------- | ----------------------------------------------- | ------------------------------- |
| 01 | 上岡陽     | 1981年12月17日 - 1983年07月31日 | 第8航空団勤務                                   | 航空救難団副司令                |
| 02 | 眞田泰穗   | 1983年08月01日 - 1985年03月15日 | 航空幕僚監部防衛部調査第2課 技術情報班長        | 統合幕僚会議事務局第1幕僚室勤務 |
| 03 | 増田直之   | 1985年03月16日 - 1988年03月15日 | 第5航空団飛行群司令                             | 警戒航空隊司令                  |
| 04 | 杉下誠治   | 1988年03月16日 - 1990年03月15日 | 第5航空団飛行群司令                             | 北部航空方面隊司令部防衛部長    |
| 05 | 市来徹夫   | 1990年03月16日 - 1992年03月15日 | 第8航空団飛行群司令                             | 中部航空方面隊司令部防衛部長    |
| 06 | 三輪泰彦   | 1992年03月16日 - 1994年07月31日 | 第7航空団飛行群司令                             | 第83航空隊副司令                |
| 07 | 大久保淳   | 1994年08月01日 - 1996年07月31日 | 飛行教導隊勤務                                  | 航空総隊司令部防衛部運用課長    |
| 08 | 西井健樹   | 1996年08月01日 - 1997年11月30日 | 航空幕僚監部防衛部運用課 特別航空輸送隊運用室長 | 航空総隊司令部勤務              |
| 09 | 鈴木孝雄   | 1997年12月01日 - 1999年07月31日 | 北部航空方面隊司令部防衛部長                    | 第2航空団副司令                 |
| 10 | 入澤滋     | 1999年08月01日 - 2002年07月31日 | 第1航空団飛行群司令                             | 西部航空方面隊司令部幕僚長      |
| 11 | 辻章嗣     | 2002年08月01日 - 2003年07月31日 | 航空自衛隊幹部学校勤務                          | 北部航空方面隊司令部防衛部長    |
| 12 | 神内裕明   | 2003年08月01日 - 2006年12月05日 | 北部航空方面隊司令部防衛部 防衛課長             | 第13飛行教育団副司令            |
| 13 | 尾瀬佐一郎 | 2006年12月06日 - 2009年03月31日 | 統合幕僚監部運用部運用第2課 運用調整官          | 中部航空方面隊司令部防衛部長    |
| 14 | 岩本真一   | 2009年04月01日 - 2011年11月30日 | 第2航空団飛行群司令                             | 航空総隊司令部監理監察官        |
| 15 | 廣島美朗   | 2011年12月01日 - 2013年11月30日 | 第5航空団飛行群司令                             | 航空安全管理隊航空事故調査部長  |
| 末 | 芳賀和典   | 2013年12月01日 - 2014年07月31日 | 飛行教導隊勤務                                  | 航空戦術教導団飛行教導群司令    |

| 代 | 氏名     | 在職期間                        | 前職                                                   | 後職                                                 |
| -- | -------- | ------------------------------- | ------------------------------------------------------ | ---------------------------------------------------- |
| 01 | 芳賀和典 | 2014年08月01日 - 2015年11月30日 | 飛行教導隊司令                                         | 航空自衛隊幹部学校主任教官 兼 航空自衛隊幹部学校勤務 |
| 02 | 吉田昭則 | 2015年12月01日 - 2018年03月26日 | 中部航空方面隊司令部防衛部長                           | 航空戦術教導団副司令                                 |
| 03 | 鈴木繁直 | 2018年03月27日 - 2019年08月22日 | 中部航空方面隊司令部防衛部長                           | 航空幕僚監部人事教育部教育課長                       |
| 04 | 増田信行 | 2019年08月23日 - 2021年06月17日 | 西部航空方面隊司令部監理監察官                         | 第13飛行教育団副司令                                 |
| 05 | 田中公司 | 2021年06月18日 - 2022年01月31日 | 航空幕僚監部総括副監理監察官                           | 搭乗機墜落により殉職 （空将補に特別昇任）            |
| 06 | 小城毅泰 | 2022年03月14日 -                | 航空幕僚監部運用支援・情報部 運用支援課部隊訓練第1班長 |                                                      |

## 事故
1986年9月2日、T-2がエンジンの推力減少で墜落し、後席のパイロットは脱出したが、前席の正木正彦教導隊長（二等空佐）が殉職した。
1987年5月8日、T-2が空中火災で墜落。搭乗していた二等空佐と三等空佐が殉職した。
1989年3月22日、T-2が機体破損で墜落し、搭乗していた三等空佐と一等空尉が殉職した。3年で3機が墜落し5名が殉職するという異常事態に、常に高機動飛行を行うことによる機体疲労と機体の強度不足が疑われたが、事故の調査結果は、原因不明とされた。当時の航空幕僚副長だった鈴木昭雄によると、これらの事故の後、三菱重工業の対応とT-2の強度に不信感を持った教導隊のパイロットの間で、T-2への搭乗を拒否する動きがあり、鈴木とパイロットの話し合いで収められたという。
1993年10月6日、飛行教導群のパイロットが第202飛行隊から借りて搭乗していたF-15DJが、総合火力演習に参加中に燃料系統の故障で墜落した。パイロットは2人とも脱出して無事だった。
2022年1月31日17時半頃、F-15DJ 32-8083号機は計4機で戦闘訓練に向かう予定で小松基地を離陸後、基地西北西約5km付近の洋上で小松管制隊のレーダーから航跡消失。管制官はオレンジ色の発光を確認、無線で呼び掛けたが応答はなく、17時50分以降、航空自衛隊による捜索救難活動開始、19時10分ごろ、小松救難隊のUH-60J救難ヘリコプターが浮遊物を発見、19時25分ごろ、浮遊物（航空機の外板等の一部）を回収、20時20分ごろ、浮遊物（救命装備品の一部）を回収、20時40分ごろ、回収した浮遊物を、特徴的なトラ柄のデザインから当該機のものと断定し、墜落と推定された。現場海域を航行する船への被害は確認されておらず、群司令田中公司1佐（前席）と植田竜生1尉（後席）が行方不明となっていたが、2月11日、現場海域で遺体の一部が発見され搭乗員の1人であると特定された。乗員が脱出した際に発信される救難信号は確認されていない。2月13日、もう1人の遺体が発見され、両名共殉職という結果になった。3月12日、田中公司1等空佐と植田竜生1等空尉の葬送式が小松基地で行われた。岸信夫防衛大臣や基地関係者らが出席。井筒俊司航空幕僚長は「まさに慟哭（どうこく）の思いだ。二度とこの様な事故が起きないよう、一層の努力を誓う」と弔辞を述べ、熟練パイロットの死を惜しんだ。空自は事故当日の1月31日付で田中1佐を空将補に、植田1尉を3等空佐へ特別昇任とした。